# کلید اثر فشار
کلید اثر فشار (انگلیسی: Piezo switch) نوعی کلید الکتریکی است که بر پایه اثر فشاربرقی بنا شده است.